# Total Eclipse – The Bonnie Tyler Anthology (2CD)
A Total Eclipse – The Bonnie Tyler Anthology a brit Castle Records és a Sanctuary Records Group közös kiadványa, amely 2002-ben jelent meg. A duplalemezes kollekción az énekesnő legnagyobb slágerei mellett több ritka felvétel is digitálisan felújított hangzással jelent meg. Az örökzöld dalok mellett duettek és filmbetétdalok is helyet kaptak a részben kronologikus sorrendben összeállított dalok között. 
Az Egyesült Királyságban díszdobozban kiadott gyűjtemény egy exkluzív, szétnyitható, képekkel gazdagon illusztrált poszter karriertörténet is helyet kapott, diszkográfiai adatokkal. De több idézet is olvasható Bonnie Tylertől, Jim Steinmantól és Desmond Childtól.

## A kiadványról
Az Anthology Bonnie Tyler talán egyik legexkluzívabb válogatásalbuma, hiszen csomagolását és tartalmát tekintve korábban ilyen kiadvány még nem jelent meg. A gazdagon illusztrált karriertörténet sok érdekes információt tartalmaz az énekesnő pályafutásáról. A brit kiadású lemezhez készült díszdobozának borítófotóját Bonnie Tyler Wales-i otthonának kertjében készítették egy pampafű előtt.
Az első korongon javarészt a hetvenes években megjelent slágerei hallhatóak kronologikus sorrendben, így a lemez első dala Bonnie első kislemezdala is, amely a My! My! Honeycomb. Az 1975-ben megjelent dal korábban sem bakelit nagylemezen, sem CD lemezeken nem jelent meg, így abszolút újdonságnak számít. Ezt már a többi ismert sláger követi, mint az It's a Heartache, Lost In France, More than a Lover. Hallható még az 1979-es The World is full of Married Men című amerikai mozifilm betétdala is illetve Bonnie Yamaha Dalverseny győztes dala, a Sitting on the Edge of the Ocean is. A lemez végére már néhány 80-as években megjelent dal került fel.
A második lemez változatosabb, a dalokat illetően. Sorra követik egymást a listavezető slágerek a 80-as évekből (Total Eclipse of the heart, Holding Out for a Hero, Have You Ever Seen the Rain) majd a kilencvenes évek elejéből több Dieter Bohlen dal, mint a Bitterblue, Silhouette in Red vagy az Angel Heart. Illetve kevésbé sikeres dalok is felcsendülnek, mint a You Won't See Me Cry, amellett Bonnie testvére, Paul Hopkins írt és az I Can't Leave you Love Alone. A lemez végére azonban ismét a toplistás és különleges dalok kaptak helyet. Hallható ugyanis a Limelight című dal, ami az 1996-os atlantai Olimpiára íródott és Németország hivatalos olimpiai dala volt a ZDF Televízió jóvoltából. Az Islands Mike Oldfielddel közösen előadva szintén felkerült több toplistára is 1987-ben. A korong utolsó előtti dala, a Sem Limites Pra Sonhar a brazil Fabio Jr. 1987-es albumán jelent meg. A dalban Fabio portugálul, Bonnie angolul énekel, de készült egy csak angol dalszövegű változat is. Ez a szerzemény eddig csak bakelit kislemezen jelent meg, de erre a kiadványra digitálisan felújított formában került fel. A dal a megjelenésekor Portugáliában, Venezuelában, Brazíliában is a toplista első helyére került. Az utolsó dal a Say Goodbye, az Asterix Amerikában rajzfilm egyik betétdala. Bonnie ezt a slágert 1994-ben énekelte lemezre.
Az Anthology tehát bővelkedik Bonnie Tyler legjobb dalaiban és több különleges, ritka felvételt is tartalmaz.

## Idézetek a belső borítóból
- „Az életem akkor változott meg, amikor elkezdtem énekelni és világszerte ismert lettem. Soha nem akartam megváltozni. Szeretem, még mindig szeretem, nem csinálhatok mást. A zene a véremben van.”
- „Az édesanyám mindig azt mondta, hogy én ugyanolyan jó vagyok, mint a többiek. De azért hogy elérjem a célomat, hinnem kell magamban, mert senki nem fogja helyettem megtenni azt, amit nekem kell.”
- „Megkértek hogy énekeljem fel egy James Bond-film betétdalát, de nem fogadtam el. Így utólag talán mégiscsak jobb lett volna, ha másképp döntök.”
- „A hangszalagműtétem után mindent le kellett írnom, mert nem beszélhettem. Ez nagyon idegesített és zavart, mert nem bírok meglenni éneklés nélkül, legszívesebben sikítottam volna.”

## Kritika
A Total Eclipse – The Bonnie Tyler Anthology az a kiadvány, amely összegyűjti Bonnie Tyler 37 legnagyobb slágerét, köztük a listavezető dalait is, mint például az It's a Heartache, Total Eclipse of the Heart, Faster Than the Speed of Night, és a Holding out for a Hero. Azok a rajongók, akik tömörebb kiadványt keresnek, azoknak a Castle kiadó, The Very Best Of vagy a Sony, The Greatest Hits (Bonnie Tyler) összeállítás ajánlott, aki viszont mélyebb betekintést kíván nyerni Bonnie Tyler zenei pályafutásába, annak nélkülözhetetlen ez a kétlemezes összeállítás.

## Dalok

### CD 1 tartalma:
| #  | Dalcím                           | Zeneszerző     | Producer      | Hossz |
| -- | -------------------------------- | -------------- | ------------- | ----- |
| 1  | My My Honeycomb                  | J. Szego       | Scott/Wolfe   | 3:08  |
| 2  | Lost in France                   | Scott/Wolfe    | Scott/Wolfe   | 3:55  |
| 3  | Baby I Remember You              | Scott/Wolfe    | Scott/Wolfe   | 3:16  |
| 4  | The World Starts Tonight         | Scott/Wolfe    | Scott/Wolfe   | 3:33  |
| 5  | Here’s Monday                    | Scott/Wolfe    | Scott/Wolfe   | 3:45  |
| 6  | More Than A Lover                | Scott/Wolfe    | Scott/Wolfe   | 4:14  |
| 7  | It’s a Heartache                 | Scott/Wolfe    | Scott/Wolfe   | 3:31  |
| 8  | Hey Love (It’s A Feelin’)        | Scott/Wolfe    | Scott/Wolfe   | 3:58  |
| 9  | Blame Me                         | Scott/Wolfe    | Scott/Wolfe   | 4:02  |
| 10 | Here Am I                        | Scott/Wolfe    | Scott/Wolfe   | 3:56  |
| 11 | If You Ever Need Me Again        | Scott/Wolfe    | Scott/Wolfe   | 3:41  |
| 12 | My Guns Are Loaded               | Scott/Wolfe    | Scott/Wolfe   | 3:01  |
| 13 | Goodbye To The Island            | Scott/Wolfe    | Scott/Wolfe   | 3:11  |
| 14 | We Danced On The Ceiling         | Scott/Wolfe    | Scott/Wolfe   | 4:54  |
| 15 | Sitting on the Edge of the Ocean | Scott/Wolfe    |               | 3:19  |
| 16 | Married Man                      | Musker/Ragavoy | Scott/Wolfe   | 4:01  |
| 17 | Hide Your Heart                  | Desmond Child  | Desmond Child | 4:25  |
| 18 | Notes From America               | Desmond Child  | Desmond Child | 4:55  |
| 19 | Ravishing                        | Jim Steinman   | Jim Steinman  | 6:25  |
| 20 | Streets Of Little Italy          | Robbie Seidman | Desmond Child | 4:40  |

### CD 2 tartalma:
| #  | Dalcím                                                                      | Zeneszerző             | Producer           | Hossz |
| -- | --------------------------------------------------------------------------- | ---------------------- | ------------------ | ----- |
| 1  | Total Eclipse of the Heart                                                  | Jim Steinman           | Jim Steinman       | 4:30  |
| 2  | Faster Than The Speed Of Night                                              | Jim Steinman           | Jim Steinman       | 6:45  |
| 3  | Have You Ever Seen the Rain?                                                | J. Fogerty             | Jim Steinman       | 4:09  |
| 4  | Loving You’s a Dirty Job (But Somebody’s Gotta Do It) (feat. Todd Rundgren) | Jim Steinman           | Jim Steinman       | 7:47  |
| 5  | Holding Out for a Hero                                                      | Jim Steinman           | Jim Steinman       | 5:50  |
| 6  | Bitterblue                                                                  | Dieter Bohlen          | Dieter Bohlen      | 3:50  |
| 7  | You Won’t See Me Cry                                                        | L. Morris/P. Hopkins   | Dieter Bohlen      | 2:45  |
| 8  | Angel Heart                                                                 | Dieter Bohlen          | Dieter Bohlen      | 3:50  |
| 9  | Save Your Love (feat. Frankie Miller)                                       | Frankie Miller         | Dieter Bohlen      | 5:15  |
| 10 | Silhouette in Red                                                           | Dieter Bohlen          | Dieter Bohlen      | 4:00  |
| 11 | Stay                                                                        | J. Blake               | Dieter Bohlen      | 4:09  |
| 12 | I Can’t Leave Your Love Alone                                               | Alan Draby             | Dieter Bohlen      | 4:44  |
| 13 | Whenever You Need Me                                                        | D. Yarath/Bonnie Tyler | Dieter Bohlen      | 4:04  |
| 14 | Limelight                                                                   | Alan Parson            | Alan Parson        | 4:10  |
| 15 | Islands (feat. Mike Oldfield)                                               | Mike Oldfield          | Mike Oldfield      | 4:00  |
| 16 | Sem Limites Pra Sonhar (feat. Fabio Jr.)                                    | Fabio Jr.              | Fabio Jr.          | 4:16  |
| 17 | Say Goodbye                                                                 | Harold Faltermeyer     | Harold Faltermeyer | 3:36  |

## A produkció
- Projekt Koordinátor: Steve Hammonds
- Dalok összeállítása: Gerald Armin
- Dizájn: Hugh Gilmour
- Fotók: Albert De Gouviea
- Belső borító és szövegkönyv dizájn: Alwyn Clayden

## Toplistás helyezések
| Chart                           | Legjobb helyezés |
| ------------------------------- | ---------------- |
| Franciaország Compilation Chart | 36               |
| Franciaország Mid Price Chart   | 25               |